# Jens Bechtloff
Jens Bechtloff (* 17. April 1986 in Waiblingen) ist ein deutscher Handballspieler. Er spielt beim TSG Altenhagen-Heepen in der 3. Liga auf der Position Linksaußen.

## Karriere

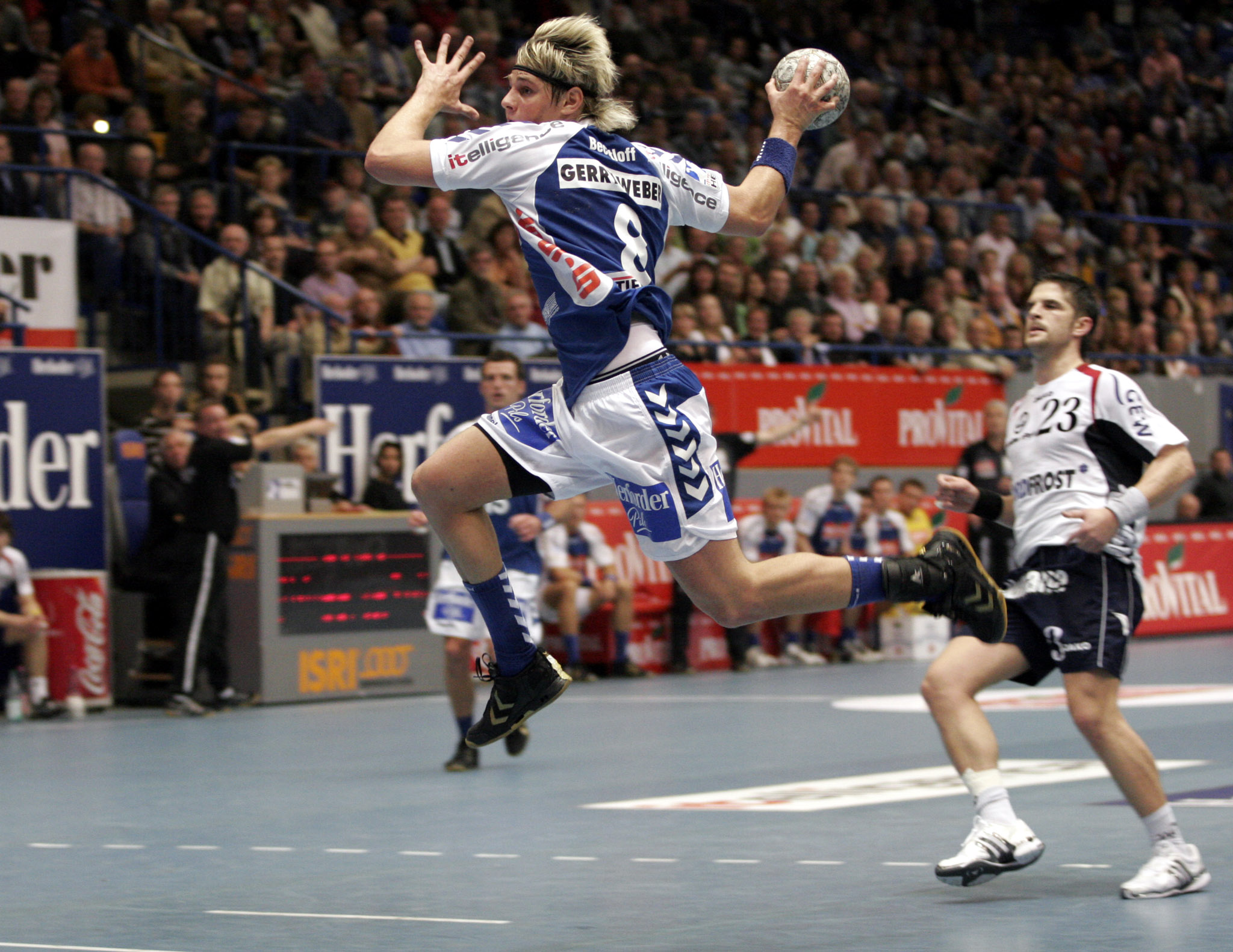
Jens Bechtloff bei einem Tempogegenstoß am 13. Oktober 2007

Bechtloff begann bereits mit fünf Jahren mit dem Handballspielen beim TV Bittenfeld. Bis zur A-Jugend spielte Bechtloff noch im linken Rückraum. Als 17-Jähriger wurde er vom damaligen Trainer Günter Schweikardt in den Kader der Herrenmannschaft aufgenommen, wo er zum Außenspieler umgeschult wurde. Mit dem TV Bittenfeld stieg er in der Saison 2003/04 in die Handball-Regionalliga und 2005/06 in die 2. Bundesliga Süd auf. Ab 2007 stand er beim TBV Lemgo unter Vertrag, mit dem er 2010 den EHF-Pokal gewann. Ab dem Sommer 2015 stand er beim TuS N-Lübbecke unter Vertrag. Zur Saison 2020/21 wechselte er zur TSG Altenhagen-Heepen. Nach der Saison 2022/23 beendete er seine Karriere. Im Februar 2025 gab er sein Comeback bei der TSG Altenhagen-Heepen.
Für die deutsche Jugendnationalmannschaft bestritt er acht Spiele und wurde 2006 in Innsbruck Junioren-Europameister. Sein Länderspieldebüt für die deutsche Männer-Handballnationalmannschaft gab er am 29. November 2008 beim Testspiel gegen Island. Er bestritt bisher fünf Länderspiele, in denen er drei Tore erzielte.
2006 wurde Bechtloff für besondere Verdienste um den Sport mit der Sportverdienstplakette der Stadt Waiblingen ausgezeichnet.

## Bundesligabilanz
| Saison    | Verein    | Spielklasse | Spiele | Tore | 7-Meter | Feldtore |
| --------- | --------- | ----------- | ------ | ---- | ------- | -------- |
| 2007/08   | TBV Lemgo | Bundesliga  | 30     | 59   | 0       | 59       |
| 2008/09   | TBV Lemgo | Bundesliga  | 34     | 110  | 0       | 110      |
| 2009/10   | TBV Lemgo | Bundesliga  | 23     | 75   | 0       | 75       |
| 2010/11   | TBV Lemgo | Bundesliga  | 33     | 53   | 0       | 53       |
| 2011/12   | TBV Lemgo | Bundesliga  | 29     | 79   | 0       | 79       |
| 2012/13   | TBV Lemgo | Bundesliga  | 28     | 109  | 38      | 71       |
| 2013/14   | TBV Lemgo | Bundesliga  | 25     | 58   | 5       | 53       |
| 2007–2014 | gesamt    | Bundesliga  | 202    | 543  | 43      | 500      |